# Linia kolejowa Wrzeście – Bargędzino
Linia kolejowa Wrzeście – Bargędzino – rozebrana w 1930 roku normalnotorowa linia kolejowa łącząca Wrzeście z Bargędzinem.

## Historia
Linię otworzono 31 października 1910 roku. Od początku miała ona przeznaczenie towarowe, gdy w pobliżu wsi Bargędzino odkryto surowiec potrzebny do produkcji cegieł. Rozstaw szyn wynosił 1435 mm. Na całym swoim odcinku linia była jednotorowa. 1 lutego 1926 roku zamknięto na niej ruch towarowy, a w 1930 rozebrano.